# یویان نزیری
یویان نزیری (صربی: Bojan Neziri؛ زادهٔ ۲۶ فوریهٔ ۱۹۸۲) بازیکن فوتبال اهل صربستان است.
از باشگاه‌هایی که در آن بازی کرده‌است می‌توان به باشگاه فوتبال وولفسبورگ، باشگاه فوتبال شاختار دونتسک، باشگاه فوتبال دیوری ای‌تی‌او، باشگاه فوتبال متالورگ دونتسک، و باشگاه فوتبال وویوودینا اشاره کرد.
وی همچنین در تیم‌های ملی فوتبال زیر ۲۱ سال صربستان و مونته‌نگرو و صربستان و مونته‌نگرو بازی کرده‌است.